# Löyttyjärvi
Löyttyjärvi är en sjö i Finland. Den ligger i kommunen Kangasala i landskapet Birkaland, i den södra delen av landet, 160 km norr om huvudstaden Helsingfors. Löyttyjärvi ligger 156 meter över havet. Arean är 3,5 hektar och strandlinjen är 1,3 kilometer lång. Sjön  ingår i Kumo älvs huvudavrinningsområde.   I omgivningarna runt Löyttyjärvi växer i huvudsak blandskog.